# Francisco López de Zúñiga y Meneses
Pour les articles homonymes, voir Francisco López, López, Zúñiga et Meneses.
Francisco López de Zúñiga y Meneses est né le 27 août 1599 à Pedrosa del Rey (Valladolid) et mort pendant la bataille de Cadix le 19 septembre 1656. Noble espagnol de la Maison de Zúñiga, 4e marquis de Baides, 8e comte de Pedrosa del Rey, seigneur de Tovar, chevalier de l'Ordre de Santiago, capitaine de cavalerie, gouverneur de la capitainerie générale du Chili, président de l'Audiencia du Chili.

## Famille
Il le fils de Francisco López de Zúñiga y la Cerda, 2e marquis de Baides, 6e comte de Pedrosa del Rey, seigneur de las villas de Tovar, chevalier de l'Ordre de Santiago, et de sa première épouse María de Meneses Padilla. Francisco s'est remarié à Lima en 1636 avec María de Salazar Coca y Santander, fille de Alonso Pérez de Salazar, magistrat de l'Audiencia de Charcas. De ce mariage sont nés sept enfants, quatre garçons et trois filles. Son fils aîné Francisco, né en 1640 à Santiago a été son héritier, marié avec Francisca Dávila y Córdova, 2e marquise d'Archicollar. À la mort de son frère aîné Diego, en 1636, Francisco est devenu l'héritier, recevant les titres de 4e marquis de Baides, 8e comte de Pedrosa del Rey, seigneur de Tovar.

## Flandres et Allemagne
Francisco López de Zúñiga a été fait chevalier de l'Ordre de Santiago en mai 1626. Il a servi dans l'armée espagnole pendant 16 ans, dans les guerres de Flandres et d'Allemagne, comme capitaine de cavalerie,.

## Gouverneur et capitaine général de Santa Cruz de la Sierra
Il est nommé gouverneur et capitaine général de la province de Santa Cruz de la Sierra de la vice-royauté du Pérou par la cédule royale du 9 avril 1634. Il a embarqué le 23 avril 1634 sur un navire de l'Armada du général Antonio de Oquendo, partant d'Espagne pour la Tierra Firme,. À la suite d'informations qu'il a reçu à Lima, il a renoncé à cette charge le 15 mai 1635.

## Gouverneur et capitaine général du royaume du Chili
Le marquis de Baides est nommé en octobre 1638 gouverneur et capitaine général du royaume du Chili. Il arrive à Concepción le 25 avril 1639. Le 26 septembre de la même année il a assumé la charge de capitaine général et de président de l'Audiencia du Chili. 
En janvier 1640 il a lutté contre les rebelles Araucanos du cacique Antegueno. L'action militaire et l'aide de la Compagnie de Jésus ont permis la pacificationn des indiens Araucanos et des autres caciques rebelles qui a abouti à la paix de Quillén, en 1641 avec certains chefs mapuches, la libération des captifs espagnols et assure la paix pendant son gouvernement,. En 1641 il envoie à Buenos Aires 200 soldats pour lutter contre une invasion de portugais venant du Brésil.
En mai 1643 une escadre hollandaise composée de cinq navires, commandée par Hendrik Brouwer est entrée à Chiloé et occupe Valdivia. Le marquis de Baides a notifié la prise de Valdivia par les hollandais, et demandé l'aide au vice-roi du Pérou, Pedro Alvarez de Toledo y Leiva, marquis de Mancera. Le vice-roi a envoyé l'escadre de la Mer du Sud, aux ordres de son fils Antonio de Toledo. L'expédition arrive à Valdivia en février 1645, mais les Hollandais s'étaient déjà retirés. Le marquis de Baides a fortifié le port de Valdivia et y laisse une garnison de 700 hommes sous les ordres du maître de camps Alonso de Villanueva, gouverneur de Valdivia.
Le marquis de Baides a laissé la charge de gouverneur du Chili le 8 mai 1646. Puis il se rend avec sa famille à Lima où il reçoit avec Pedro de Toledo, fils du vice-roi partant, Álvaro Sarmiento de Sotomayor, le frère du nouveau vice-roi du Pérou, García Sarmiento de Sotomayor, comte de Salvatierra, qui est arrivé à Lima le 24 août 1648.

## Retour en Espagne
Le marquis de Baides et sa famille ont quitté Callao le 18 octobre 1654 à bord de l'Almiranta de l'Armada de la Mer du Sud, aux ordres du général Francisco de Sosa, qui transporte le trésor royal et des personnes privées en direction de  Panama. Le 27 avril 1655 il quitte  Carthagène des Indes vers La Havane sur des embarcations qui retournent vers l'Espagne avec le trésor de la Couronne. La flotte quitte La Havane le 24 juillet 1656 pour Cadix.
La fille aînée du marquis doit se marier à son arrivée en Espagne avec le duc de Medinaceli. La seconde fille du marquis est fiancée par Juan de Hoyos qui commande le galion Jesus, Maria u José qui fait partie de cette flotte. C'est probablement pour éviter des discussions sur la proximité entre les deux fiancés que le marquis décide de faire le voyage sur l' Almiranta.
La flotte est attaquée le 19 septembre 1656 par une flotte anglaise commandée par Richard Stayner,,. Dans ce combat, la bataille de Cadix, le  navire Almiranta est attaqué. Après six heures de combats, son commandant et le pilote ayant été tués, l'amiral Francisco de Esquivel voyant le bateau sur le point d'être pris, décide d'y mettre le feu. Le marquis, son épouse et une de ses filles meurent dans le combat. 
Cinq de ses enfants, trois fils et deux filles, sont faits prisonniers par les Anglais. Trois d'entre eux, les deux filles, Doña Josefa, Catalina, et le dernier fils âgé d'un an, Miguel, ont été libérés dans le port de Lagos. Le fils aîné Francisco et son frère José sont amenés en Angleterre puis revinrent en Espagne après deux années de captivité,. 
José, né à Santiago de Chile en 1645, est entré au noviciat de Madrid de la Compagnie de Jésus, puis est revenu en mission au Chili. À son retour au Chili, il a vécu quelques années avec les Indiens, puis a été recteur de plusieurs collèges, provincial de l'Ordre en 1700 à Concepción où il meurt en 1727.